# Norris Brown

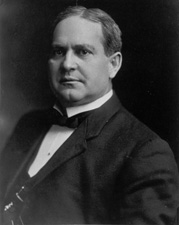
Norris Brown

Norris Brown, född 2 maj 1863 i Maquoketa, Iowa, död 5 januari 1960 i Seattle, Washington, var en amerikansk republikansk politiker. Han representerade delstaten Nebraska i USA:s senat 1907-1913.
Brown studerade juridik vid University of Iowa och inledde 1884 sin karriär som advokat i Dallas County, Iowa. Han flyttade 1888 till Buffalo County, Nebraska. Han var delstatens justitieminister i Nebraska 1905-1907 innan han valdes till en mandatperiod i senaten. Han kandiderade till omval utan framgång.
Han gifte sig 1885 med Lula K. Beeler. Paret fick två döttrar. Browns första hustru avled 1925 och han gifte om sig två år senare med Ann L. Howland som avled 1937.
Browns grav finns på Forest Lawn Memorial Park i Omaha, Nebraska.